# Премія пам'яті Ріхтмаєра
Пре́мія па́м'яті Ріхтма́єра (англ. Richtmyer Memorial Award) — нагорода, заснована у 1941 році Американською асоціацією вчителів фізики (AAPT). Присуджується за «видатний внесок у фізику та співпрацю з викладачами фізики». Премію засновано на вшанування пам'яті американського фізика і освітянина Флойда Ріхтмаєра, одного із засновників Асоціації. Лауреат нагороди має прочитати Лекцію Ріхтмаєра на зимовій зустрічі AAPT на актуальну тему та на рівні, прийнятному для аудиторії неспеціалістів, і отримує грошову винагороду, сертифікат нагороди та витрати на проїзд до зустрічі. Самовисування претендентів для цієї премії не приймається. Перевага при виборі претендента надається членам AAPT.
Серед нагороджених премією є 23 нобелівських лауреати.

## Список лауреатів
- 1941 —  Артур Комптон
- 1942 — Гордон Феррі Галл[en]
- 1944 — Карл Дарроу[en]
- 1945 —  Ісидор Рабі
- 1946 — Paul E. Klopsteg[en]
- 1947 — Роберт Оппенгеймер
- 1948 — Гомер Додж[en]
- 1949 — Лі Елвін Дюбридж[en]
- 1950 —  Джон ван Флек
- 1951 — Джон Слейтер[en]
- 1952 —  Енріко Фермі
- 1953 —  Едвард Перселл
- 1954 — Джон Арчибальд Вілер
- 1955 —  Юджин Вігнер
- 1956 —  Волтер Гаузер Браттейн
- 1957 —  Еміліо Джино Сегре
- 1958 — Філіп Моррісон[en]
- 1959 —  Чарлз Гард Таунс
- 1960 — Джеймс Ван-Аллен
- 1961 —  Вільям Альфред Фаулер
- 1962 — Томас Ґолд
- 1963 — Вольфганг Панофський[en]
- 1964 — Фред Гойл
- 1965 — Вільям Фербенк[en]
- 1966 —  Маррі Гелл-Манн
- 1967 — Роберт Діккі
- 1968 — Роберт Ратбун Вілсон
- 1969 —  Субрахманьян Чандрасекар
- 1970 —  Артур Леонард Шавлов
- 1971 — Едвін Герберт Ленд
- 1972 — Роберт Лейтон[en]
- 1973 — Майкл Фішер[en]
- 1974 —  Стівен Вайнберг
- 1975 —  Ріккардо Джакконі
- 1976 — Бріттон Чанс
- 1977 — Майкл Тінкем[en]
- 1978 — Сідні Дрелл[en]
- 1979 — Вільям Ніренберг[en]
- 1980 — Едвард Стоун
- 1981 — Ганс Фрауенфельдер[en]
- 1982 — Карен Макнеллі[en]
- 1983 — Едвард Фрімен[en]
- 1984 — Девід Шрамм
- 1985 — Геррі Нойгебауер[en]
- 1986 —  Леон Ледерман
- 1987 — Кліффорд Вілл[en]
- 1988 — Пітер Франкен[en]
- 1989 — Роберт Бірджено[en]
- 1990 —  Стівен Чу
- 1991 — Ларрі Еспозіто
- 1992 —  Кіп Торн
- 1993 —  Річард Смоллі
- 1994 —  Шелдон Лі Ґлешоу
- 1995 — Джозеф Генрі Тейлор (англ. Joseph Henry Taylor)
- 1996 —  Карл Віман
- 1997 — H. Eugene Stanley[en]
- 1998 —  Дуглас Ошеров
- 1999 — Wayne H. Knox
- 2000 —  Вільям Філліпс
- 2001 — Ширлі Енн Джексон
- 2002 — Джордан Гудмен[en]
- 2003 — Маргарет Марнейн
- 2004 — Лене Гау
- 2005 — Карлос Бушманте[en]
- 2006 — Ніл Ешбі[en]
- 2007 — Алекс Філіпенко
- 2008/2009 — Вера Рубін
- 2011 — Кетрін Молер[en]
- 2012 — Браян Грін
- 2014 — Майкл Беррі
- 2016 — Дерек Мюллер
- 2017 — Джей Пасахофф[en]
- 2018 — Марк Бек (англ. Mark Beck)
- 2023 — Джоселін Белл Бернелл
- 2024 — Кетрін Мак[en]